# Peter Graham Scott
Peter Graham Scott (* 27. Oktober 1923 in East Sheen, Surrey, England; † 5. August 2007 in Windlesham, Surrey, England) war ein britischer Filmregisseur, Drehbuchautor, Filmproduzent und Filmeditor.

## Leben und Karriere
Peter Graham Scott, 1923 in East Sheen, Surrey geboren, wuchs in Isleworth, Middlesex auf, wo er Schauspielunterricht an der Italia Conti Academy bekam. Als 17-Jähriger debütierte er in einer kleinen Nebenrolle in Roy Boultings Drama Pastor Hall und noch im gleichen Jahr begann er damit Erfahrungen hinter der Kamera als Regieassistent bei Regisseuren wie Maurice Elvey und Gabriel Pascal zu sammeln. 1941 durfte er bereits bei Carol Reeds Drama Kipps – Roman eines einfachen Menschen assistieren. Erste Drehbucherfahrungen machte er ein Jahr später bei dem Kurzfilm C.E.M.A.
Nach dem Ende des Zweiten Weltkriegs begann er zunächst als Editor unter dem Namen Peter Scott bei Filmen wie Cyprus Is an Island (1946) oder It Began on the Clyde (1946) zu arbeiten, bevor er 1948 mit dem Krimi Panic at Madame Tussaud seinen ersten eigenen Kurzfilm inszenierte.
1952 führte er erstmals Regie bei dem Kinofilm Gefährlicher Auftrag einem Thriller mit George Raft in der Hauptrolle.
Es folgten in den 1950er und 1960er Jahren zahlreiche Kinofilme wie der Kriminalfilm Die Rechnung ist beglichen mit Griffith Jones und Honor Blackman, der Horrorfilm Die Bande des Captain Clegg mit Peter Cushing und Oliver Reed, das Drama Schule des süßen Lebens mit Janet Munro und Alan Badel, die Komödien Kein Schloß ist vor ihm sicher mit Charlie Drake, und Ach, du lieber Vater mit James Robertson Justice oder der Thriller Ausflucht mit Gene Barry, Joan Collins und Richard Todd.
Darüber hinaus inszenierte er in den 1960er und 1970er Jahren auch zahlreiche Folgen für namhafte britische Fernsehserien und Miniserien wie Mit Schirm, Charme und Melone (4 Folgen), Die Onedin-Linie (8 Folgen), oder Geheimprojekt Doombolt.
Scotts produktive Filmkarriere äußerte sich in über 60 Regiearbeiten für Film und Fernsehen. Hinzu kamen etliche Filmproduktionen, bei denen er als Drehbuchautor oder Editor mitwirkte.
Im Jahr 1999 veröffentlichte er seine Memoiren unter dem Titel: British Television – Eine Insider-Geschichte.
Von 1950 an war er mit Mimi Martell verheiratet. Das Ehepaar hatte zwei Söhne und zwei Töchter.
Am 5. August 2007 starb Peter Graham Scott im Alter von 83 Jahren in Windlesham in der Grafschaft Surrey.

## Auszeichnungen
- 1984: Ehrung mit dem Royal Television Society Sir Ambrose Fleming Award für herausragende Leistungen für das Fernsehen

## Filmografie (Auswahl)

### Filmregisseur
- 1952: Gefährlicher Auftrag (Escape Route)
- 1957: Die Rechnung ist beglichen (Account Rendered)
- 1960–1961:  Geheimauftrag für John Drake (Danger Man) (7 Folgen)
- 1962: Die Küchenbullen (The Pot Carriers)
- 1962: Die Bande des Captain Clegg (Captain Clegg)
- 1963: Schule des süßen Lebens (Bitter Harvest)
- 1963: Kein Schloß ist vor ihm sicher (The Cracksman)
- 1964: Ach, du lieber Vater (Father Came Too!)
- 1965–1966: Mit Schirm, Charme und Melone (The Avengers) (4 Folgen)
- 1967: Mr. 10 Prozent (Mister Ten Per Cent)
- 1968: Ausflucht (Subterfuge)
- 1971–1974: Die Onedin-Linie (8 Folgen)
- 1978: Geheimprojekt Doombolt (The Doombolt Chase)

### Drehbuchautor
- 1952: Sing Along with Me
- 1957: The Big Chance
- 1972: Die Onedin-Linie (1 Folge)
- 1978: Die Abenteuer des David Balfour (Kidnapped) (Fernseh-Miniserie)
- 1981: Into the Labyrinth (14 Folgen)

### Filmproduzent
- 1971–1974: Die Onedin-Linie (41 Folgen)
- 1978: Die Abenteuer des David Balfour (Kidnapped) (Fernseh-Miniserie)
- 1980: Der Fluch des Tut-ench-Amun (The Curse of King Tut's Tomb) (Fernsehfilm)
- 1984: Im Schatten des Triumphbogens (Arch of Triumph) (Fernsehfilm)
- 1986: Das Gespenst von Canterville (The Canterville Ghost) (Fernsehfilm)

### Filmeditor
- 1947: Brighton Rock – Finstere Gassen (Brighton Rock)
- 1949: Geliebte nach Maß (The Perfect Woman)
- 1950: Graf Orloffs gefährliche Liebe (Shadow of the Eagle)
- 1954: Die Jagd begann im Hafen (River Beat)
- 1954: Unternehmen Xarifa (The Family Way)